# عناصر الدورة الأولى
عناصر الدورة الأولى هي العناصر الكيميائية الموجودة في الصف الأول (الدورة الأولى) من الجدول الدوري للعناصر. تحوي الدورة الأولى من الجدول الدوري أقل عدد من العناصر مقارنة مع الدورات الأخرى، حيث يحوي الصف الأول عنصرين فقط وهما الهيدروجين والهيليوم. يعود ذلك إلى أن المدار1s يحتاج إلى إلكترونين فقط من أجل ملء غلاف التكافؤ، وتتبع هذه الحالة قاعدة الثنائية، وهي حالة استثنائية من قاعدة الثمانيات.

## الخصائص الدوريّة
|          |  |        |
| هيدروجين |  | هيليوم |

بما أن الدورة الأولى تحوي عنصرين فقط، لذلك فإنه لا يمكن تحديد خصائص دورية ضمن هذه الدورة.

## موقع عناصر الدورة الأولى في الجدول الدوري
على الرغم من انتماء عنصري الهيدروجين والهيليوم إلى عناصر المستوى الفرعي s، إلا أنهما لا يشتركان في الخصائص مع العناصر الأخرى، بحيث أنه لا يوجد اتفاق نهائي حول مكان هذين العنصرين في الجدول الدوري.
يوضع الهيدروجين فوق الليثيوم، وهو الأمر المعتمد من الاتحاد الدولي للكيمياء البحتة والتطبيقية. هناك من يضعه فوق الكربون، أو الفلور، أو فوق الليثيوم والفلور (يظهر مرتين)، أو أن يظهر عائماً فوق العناصر الأخرى دون ترتيبه إلى أي مجموعة في الجدول الدوري.
إن موضع الهيليوم هو دائماً فوق النيون وذلك ضمن الغازات النبيلة. على الرغم من ذلك، هناك من يقوم بوضعه أحياناً فوق البيريليوم، وذلك بسبب تشابه التوزيع الإلكتروني.

## العناصر
| العنصر الكيميائي | العنصر الكيميائي | العنصر الكيميائي | المجموعة           | التوزيع الإلكتروني |
| ---------------- | ---------------- | ---------------- | ------------------ | ------------------ |
| 1                | H                | هيدروجين         | لا فلز ثنائي الذرّة | 1s1                |
| 2                | He               | هيليوم           | غاز نبيل           | 1s2                |